# کیت اسمارت
کیت اسمارت (انگلیسی: Keeth Smart؛ زادهٔ ۲۹ ژوئیهٔ ۱۹۷۸) ورزشکار شمشیربازی اهل ایالات متحده آمریکا است.
وی در مسابقات کشوری و بین‌المللی در مجموع برندهٔ ۱ مدال نقره شده‌است.